# Álvaro Iglesias
Álvaro Iglesias Marcos né le 1er mars 1993 à Madrid, est un joueur de hockey sur gazon espagnol. Il évolue au poste de milieu de terrain ou d'attaquant au Club de Campo et avec l'équipe nationale espagnole.
Il a participé aux Jeux olympiques d'été de 2016 et 2020.

## Carrière

### Coupe du monde
- Premier tour : 2018

### Championnat d'Europe
- : 2019
- Top 8 : 2017, 2021

### Jeux olympiques
- Top 8 : 2016, 2020